# New Mahe
New Mahe è una suddivisione dell'India, classificata come census town, di 11.230 abitanti, situata nel distretto di Kannur, nello stato federato del Kerala. In base al numero di abitanti la città rientra nella classe IV (da 10.000 a 19.999 persone).

## Geografia fisica
La città è situata a 11° 42' 24 N e 75° 31' 59 E.

## Società

### Evoluzione demografica
Al censimento del 2001 la popolazione di New Mahe assommava a 11.230 persone, delle quali 5.139 maschi e 6.091 femmine. I bambini di età inferiore o uguale ai sei anni assommavano a 1.245, dei quali 633 maschi e 612 femmine. Infine, coloro che erano in grado di saper almeno leggere e scrivere erano 9.608, dei quali 4.432 maschi e 5.176 femmine.